# 원내대표
원내대표(院內代表, parliamentary leader)는 입법부에서 교섭단체나 코커스를 대표하는 사람이나 직책을 이르는 말이다. 대부분의 의회민주제에서 원내대표는 정당이나 교섭단체, 코커스 등 해당 모임의 중진 의원이 맡는다. 당대표가 곧 원내대표직을 하는 경우도 있으며, 두 직책이 분리된 경우도 있다. 대한민국의 정당들에서는 과거 총재 산하 당직으로 원내총무(院內總務)가 있었으나 2000년대 초반 원내대표라는 직책으로 자리잡았다.

## 개요
원래 미국에서 원내총무(whip)라 하던 것을 대한민국에서도 원내총무라 불렀으며, 2003년에 김근태의원이 원내대표라 격상시켰고 이 후 각 당에서 차례로 쓰이고 있다.

### 대한민국
대한민국에서는 그 동안 교섭단체 대표의원을 '원내총무'라 불러왔지만, 2003년 민주당은 개혁안의 일환으로 원내총무 산하에 정책위원장을 두고, 원내총무를 '원내대표'라는 직위로 격상시켜 권한을 강화했다. 목적은 원내중심 정당화로 자연스럽게 중앙당의 조직과 기능을 축소시키기 위함이였다. 이로 인해, 당 대표 못지 않는 실질적인 당의 리더 역할을 맡게 된다는 분석도 있다. 그러나, 실제로 원내대표라는 직위는 2003년 9월 19일 민주당 신당파와 한나라당 탈당파의 통합신당인 열린우리당에서 김근태가 최초로 쓰게 되었다. 이후 2004년 5월 한나라당도 원내정당화를 표방하며 '원내대표'라는 명칭을 따라 쓰기 시작하면서 다른 당들도 쓰고 있다.

#### 현재 원내대표
※ 2024년 6월 14일 기준
| 정당         | 원내대표 |
| ------------ | -------- |
| 더불어민주당 | 박찬대   |
| 국민의힘     | 추경호   |
| 조국혁신당   | 황운하   |
| 개혁신당     | 천하람   |
| 진보당       | 윤종오   |
| 기본소득당   | 용혜인   |
| 사회민주당   | 한창민   |

### 미국
양원제를 채택하고 있는 미국에는 당대표가 따로 없는 대신 상하원 각각의 원내대표(floor leader)가 당을 통솔하며, 그와 별도로 원내총무(whip)가 사안에 따라 의원들의 표결을 결정하도록 주도하는 등 한국의 원내대표의 역할을 수행한다.

### 일본
미국과 마찬가지로 양원제를 채택 중인 일본은 총재 또는 간사장이 당을 대표한다.

## 같이 보기
- 총비서
- 주석 (호칭)